# Wanderson Souza Carneiro
Wanderson Souza (23 de febrero de 1987, Correntina, Brasil), conocido futbolistamente como Baiano, es un futbolista brasileño que juega como defensa en el C. D. Nacional de la Segunda División de Portugal.

## Trayectoria
Baiano pasó gran parte de su carrera en las categorías inferiores de su país (Brasil). El jugador empezó su carrera en el Vila Nova Fútbol Clube, donde lamentablemente quedó en la posición 20 y descendieron a la Serie C.
En 2008, el lateral fue traspasado en 2008 al Belenenses donde despertó la atención de otros varios clubes portugueses. En 2009 llegó al Paços Ferreira como agente libre y tras dos buenas temporadas en el club fueron suficientes para que un buen equipo como el SC Brague se hiciese con sus servicios.
Más tarde, el brasileño estuvo 5 temporadas en el club portugués, donde se ganó el corazón de los aficionados, pero en la temporada 2017-18, firma un contrato con el Rayo Vallecano  por 2 temporadas. Finalmente solo estuvo una, en la que logró el ascenso a Primera, y se marchó al Alanyaspor.

## Palmarés

### Títulos nacionales
| Título                      | Club        | País     | Año  |
| --------------------------- | ----------- | -------- | ---- |
| Copa de la Liga de Portugal | S. C. Braga | Portugal | 2013 |
| Copa de Portugal            | S. C. Braga | Portugal | 2016 |